# Emiliano Sampaio
Emiliano Cardoso Sampaio (* 1984 in São Paulo) ist ein brasilianischer Jazzmusiker (Gitarre, Posaune), Komponist und Arrangeur. Er wurde vom Jazzmagazin DownBeat mit mehreren Student Awards ausgezeichnet. Sampaio lebt und arbeitet in Graz, wo er im Mai 2022 promovierte.

## Künstlerischer Werdegang
Emiliano Sampaio studierte Gitarre an der Universität Campinas (Brasilien) und schloss mit einem Master of Arts ab. Er nahm mit seiner 2003 gegründeten Band Meretrio mit Gustavo Boni am Bass und Luis André am Schlagzeug mehrere CDs in Brasilien auf, ehe er 2012 nach Graz übersiedelte, um bei Ed Partyka und Michael Abene Komposition an der Universität für Musik und darstellende Kunst zu studieren. Hier begann Sampaio, Stücke für sein Nonett Mereneu Project, Big Band und größere Ensembles zu schreiben. Die Zusammenarbeit mit dem Meretrio blieb aufrecht, und es begann eine Zusammenarbeit mit dem Saxophonisten und Flötisten Heinrich von Kalnein, mit dem mehrere CDs eingespielt wurden. Außerdem studierte Sampaio Posaune bei Ed Neumeister und promovierte über „Restructuring Hierarchy Within and Between Jazz- and Classical Orchestras“.
Als Bandleader, Komponist und Arrangeur hat Sampaio unter anderem mit folgenden Formationen gearbeitet: Metropole Orkest, hr-Bigband, Fete Huppe (Hannover), Jazz Orchester Regensburg, Copenhagen Big Band, HRT Big Band (Zagreb). Außerdem ist er als Musiker in verschiedene Bandprojekten engagiert, wie etwa Saint Chameleon, Sound Pollution Eclectic, Franziskus und Vincent Veneman. Für die brasilianische Sängerin und Gitarristin Badi Assad hat er 2012 beim Album Between Love and Luck die Bläserarrangements und seine Posaune eingebracht.
2019 stellte Sampaio auf Tour durch Europa mit seinem Trio seinen Elektrojazz-Sound vor mit durch elektronischen Überlagerungen bei Posaune und Gitarre veränderten Klangfarben; er trat aber auch mit seinem großformatigen Mega Mereneu Project beim Bayerischen Jazzweekend in Regensburg auf. Im Frühsommer 2022 fand eine weitere Europatournee mit dem Meretrio mit über 50 Konzerten statt.
Mit Gerhard Ornig, Hrvoje Kralj und Karlheinz Miklin Jr. bildete er das Quartett Following Footsteps (gleichnamiges Album 2023).

## Auszeichnungen (Auswahl)
- DownBeat Student Award 2018: Kategorie „Outstanding Guitar Performance“[8]
- DownBeat Student Award 2018: Kategorie „Outstanding Arrangement“[8]
- DownBeat „Best Albums of the Year“ 2017: Meretrio „Óbvio“ & Mereneu Project „The Forbidden Dance“[9]
- DownBeat Student Award 2014 mit dem Mereneu Project: Kategorie „Best Small Jazz Combo“

## Diskographie (Auswahl)
- Meretrio: Choros, Sessionwork Records 2021
- Heinrich von Kalnein & Meretrio: Passagem, Natango Music 2019
- Emiliano Sampaio: Music for Small and Large Ensemble, Session Work Records 2019
- Meretrio: Obvió, Session Work Records 2016
- Emiliano Sampaio Mereneu Project: The Forbidden Dance, Session Work Records 2016
- Mega Mereneu Project: Tourists, Session Work Records 2015
- Emiliano Sampaio: Mereneu Project, Session Work Records 2014
- Projeto Meretrio: Solistas, Selo Cooperativa 2012
- Meretrio: Meretrio, Selo Cooperativa 2012